# Empire State (filme)
Empire State (bra: O Grande Assalto; prt: Empire State - O Assalto) é um filme de assalto de drama policial americano de 2013 baseado em uma história verídica, centrado em dois amigos de infância que roubam um um repositório de carros blindados e o oficial da polícia de Nova York que fica no seu caminho. Dirigido por Dito Montiel e estrelado por Liam Hemsworth, Emma Roberts e Dwayne Johnson, o filme foi lançado diretamente em DVD e Blu-ray em 3 de setembro de 2013.

## Sinopse
Situado no Bronx, no início dos anos 80, Chris Potamitis (Hemsworth) não consegue entrar na academia de polícia e se candidata a um emprego como guarda de segurança na Sentry Armored Car Company. Enquanto trabalhava como vigia noturno, Chris percebe a negligência da segurança da empresa e comete o erro de mencionar suas observações ao seu melhor amigo Eddie (Angarano), e logo é convencido a ser o homem de dentro de um esquema para roubar a moeda da empresa. Sendo armazenado lá - resultando no roubo de US $ 11 milhões em dinheiro em 12 de dezembro de 1982, tornando-o o maior roubo de dinheiro na história dos EUA, excedendo o roubo da Lufthansa em dezembro de 1978 de US $ 5,8 milhões em dinheiro e jóias.
James Ransone (Johnson) é um detetive veterano do Departamento de Polícia de Nova York que decide que, apesar das recomendações do FBI, há algo sobre o vigia noturno que está desencadeando seus "instintos policiais", levando-o a investigar mais de perto Chris e o amigo dele.

## Elenco
- Liam Hemsworth como Chris Potamitis
- Emma Roberts como Nancy Michaelides
- Dwayne Johnson como Detetive James Ransone
- Michael Angarano como Eddie
- Nikki Reed como Lizzette
- Paul Ben-Victor como Tommy Potamitis
- Jerry Ferrara como Jimmy the Greek
- Greg Vrotsos como Mike Dimitriu
- Michael Rispoli como Tony Cappolitti
- Wayne Pére como Williams
- Craig Leydecker como Chilewski
- Shenae Grimes como Eleni
- Sharon Angela como Dina Potamitis
- Chris Diamantopoulos como Spiro Stavrakis
- Lucky Johnson como Phil Johnson
- James Ransone como Agente Nugent
- Gia Mantegna como Vicky Potamitis
- Lydia Hull como Maria
- Jesse Pruett como porteiro
- Taryn Terrell como Hot Guidette #1
- Tara Holt como Hot Guidette #2

## Trilha sonora
A trilha sonora de Empire State foi lançada em 3 de setembro de 2013.
| N.º            | Título                   | Artista        | Duração |  |
| 1.             | "Opening"                | David Wittman  | 0:53    |  |
| 2.             | "Bathroom"               | David Wittman  | 1:27    |  |
| 3.             | "Family"                 | David Wittman  | 1:17    |  |
| 4.             | "Want Ads"               | David Wittman  | 0:32    |  |
| 5.             | "Dog In There"           | David Wittman  | 1:05    |  |
| 6.             | "Dad Got Fired"          | David Wittman  | 1:07    |  |
| 7.             | "OTB"                    | David Wittman  | 1:08    |  |
| 8.             | "Kids Clean"             | David Wittman  | 0:47    |  |
| 9.             | "Driving"                | David Wittman  | 1:03    |  |
| 10.            | "Finding Letter"         | David Wittman  | 1:30    |  |
| 11.            | "Broomstick"             | David Wittman  | 2:57    |  |
| 12.            | "TV Boom"                | David Wittman  | 0:27    |  |
| 13.            | "Shootout"               | David Wittman  | 6:33    |  |
| 14.            | "Jimmy Shot"             | David Wittman  | 0:35    |  |
| 15.            | "Eddie Breaks In"        | David Wittman  | 1:12    |  |
| 16.            | "After the Heist"        | David Wittman  | 0:30    |  |
| 17.            | "Interrogating Chris"    | David Wittman  | 1:20    |  |
| 18.            | "Go For a Walk"          | David Wittman  | 2:25    |  |
| 19.            | "Eddie Plots"            | David Wittman  | 2:07    |  |
| 20.            | "Interrogating Chris II" | David Wittman  | 1:53    |  |
| 21.            | "Interrogating Eddie"    | David Wittman  | 1:35    |  |
| 22.            | "Need Some Money"        | David Wittman  | 1:45    |  |
| 23.            | "End Theme"              | David Wittman  | 0:49    |  |
| Duração total: | Duração total:           | Duração total: | 34:57   |  |